# (4521) Akimov
(4521) Akimov est un astéroïde de la ceinture principale.

## Description
(4521) Akimov est un astéroïde de la ceinture principale. Il fut découvert le 29 mars 1979 à Naoutchnyï par Nikolaï Tchernykh. Il présente une orbite caractérisée par un demi-grand axe de 3,12 UA, une excentricité de 0,09 et une inclinaison de 14,4° par rapport à l'écliptique.

## Compléments